# Charleston (Missouri)
Charleston è un comune degli Stati Uniti d'America, situato nello Stato del Missouri, nella contea di Mississippi, della quale è il capoluogo.